# マーク3ナイフ
マーク3ナイフ、正式名称はOntario Mk3 Navy (オンタリオ マークスリー ネイビー)は、米国のナイフメーカーであるオンタリオがアメリカ海軍やNavy SEALsで用いる目的で設計したナイフである。

## 歴史とナイフ詳細
1970年頃に米国の一部の部隊で正式採用され、一般販売もされた。しかし、旧式化に伴い米国側の要求を満たすことができなくなったため、現在では使用されていない。
旧型と新型の二種類が存在し、旧型はポイントが三日月のようなデザインのクリップポイントであるのに対し、新型は通常のクリップポイントのデザインである。
旧型のマーク3は16センチメートルの420ステンレス鋼の刃を有しており、特徴的なポイントのデザインは見間違いようが無い。ただし、非常に鋭いが耐久性に難ありとされ、新型では通常のクリップポインのデザインに改良されている。また、新型のマーク3の刃は16.5センチメートルと少し長くなっており、鋼材は420ステンレス鋼よりも柔らかいが錆びにくいという性質の440ステンレス鋼に改良されている。
刃の背側にはケーブル切断用の特殊な鋸刃を有するほか黒色の塗料で処理がなされており、この塗装により光を反射しづらくなっているため、敵に見つかりにくくなっているとされる。鍔は刃と同じ塗装を施したステンレス鋼で作られており、柄と鞘はGFRPで作られている。感電防止のためにタングは柄の途中で止まっており、後部のハンマーとは切り離されている。鞘の内側には落下防止のための刃を挟み込む板バネのようなものがある。ただし、ナイフを何度も出し入れしているうちに、この部品により表面の塗装が少しずつ禿げるため、注意が必要である。
軍用ナイフとしてはありがちな荒い作りになっており、刃が柄に対して斜めに固定されている個体も多く存在する。後に、最低限の手入れ(塩分を洗い流したり古いオイルを拭き取る等)をせず、タングが錆びていたりハンドルが劣化している場合、柄の後端をハンマーのように使ったり、刃を梃子のように用いたりするなどの利用をすると破損し使用者に危険をもたらすことが判明した。ただし、高温、酸性、塩分が多量な環境に長時間放置したり、ガソリンや軽油、腐食性のあるオイルを付着させたままにしない限りはマーク3は非常に丈夫であるため、必要な手入れを行えば、長期にわたって使用することができる。

## 登場作品

### アニメ・漫画
『ヨルムンガンド(漫画)』
ココの私兵であるバルメが使用するナイフの一つにこのMk3がある。使用しているのは旧型であり、アニメで表現された鞘からナイフの抜く時の独特の音は実際のものとはかなり違っている。なお、バルメは米国ではなくフィンランドの出身であり、なぜMk3を使用しているかはわからない。(姉弟の片方が旧型でもう片方が新型を使用しているのかとも言われる)

## 使用と現在
アメリカ軍の他に、香港警察の特別任務連(SDU)及びテロ対策対応部隊(CTRU)でも使用されている。なお、両国では銃剣等と同じ戦闘用ではなく工作用のツールナイフとしての採用である。
現在は同メーカーの別のナイフに任を譲っており、官給品は米国では一部の老兵が使用している程度のものとなっている。また、香港でも同様に現在では正式採用を別メーカーのナイフに譲っているとされる。 70年代に設計されたナイフとしては近代的なデザインであり、素材も当時では最新のものが使われているため、初期の納入では一部の爆弾処理や斥候を主とする特殊部隊が工作用に使用していた。しかし、比較的良品質なステンレス鋼やGFRP製の柄と鞘、また特殊作戦での実績による信頼により米国の部隊で広く使用されるようになった。

## 入手
メーカーから一般販売されたものは新型のみであるが、放出品として極少数の旧型も出回っており、100~200ドル前後で取引されている。日本でもナイフショップやオークションサイトなどで出回っているが、新型のもので1万円程度、極稀に出回る旧型は2万円を超える高値で取引されることもあり、また数も極少数であるため、手にするにはある程度の運と資金が必要である。

## 使用国
- 香港
- アメリカ合衆国